# George Friedman

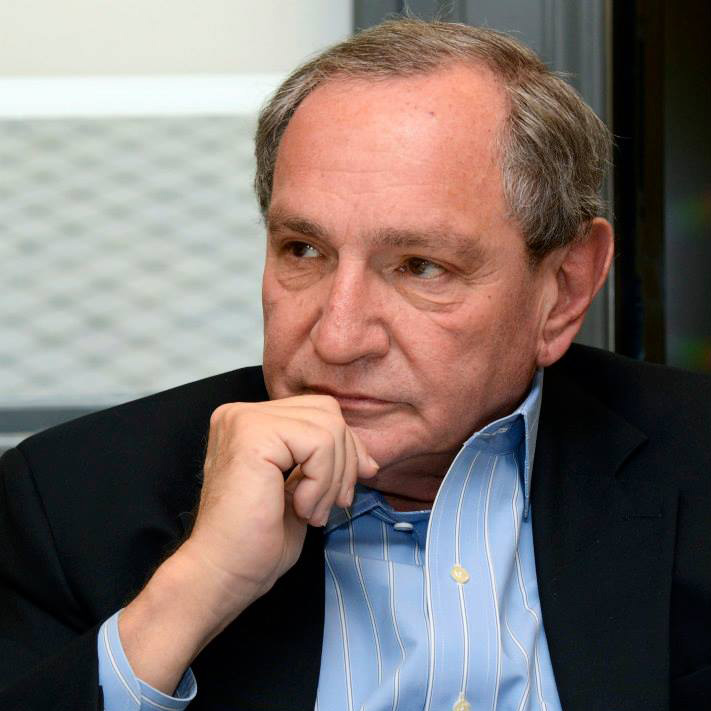
George Friedman (2017)

George Friedman (* 1. Februar 1949 in Budapest) ist ein US-amerikanischer Geostratege und Sicherheitsexperte, Politologe und Publizist. Er gründete 1996 das private Beratungsinstitut Stratfor; im Mai 2015 trat er als dessen CEO zurück. 2015 gründete er die Firma Geopolitical Futures.

## Leben und berufliche Laufbahn
Friedman entstammt einer jüdischen Familie, die den Holocaust überlebte und Ende 1949 aus dem kommunistischen Ungarn über Bratislava nach Wien flüchtete. Später emigrierte die zwölfköpfige Familie in die USA; der Vater, ein Drucker, kam 1952 nach. Zunächst lebte die Familie in der Bronx, später in Queens und Long Island.
Friedman studierte am City College der City University of New York und wurde 1976 an der Cornell University promoviert.
Danach lehrte Friedman zwei Jahrzehnte als Professor für Politikwissenschaft am Dickinson College in Carlisle, Pennsylvania, wo er sich mit dem Marxismus und der Frankfurter Schule beschäftigte. In dieser Zeit schulte er auch Kommandeure der US-Streitkräfte, des Office of Net Assessments, SHAPE Technical Center, des US Army War College, der National Defense University und der RAND Corporation in Fragen der Sicherheit und nationalen Verteidigung.
Im Jahr 1996 gründete Friedman die private „Intelligence Corporation“ Stratfor in Austin, Texas, die sich mit Sicherheitsfragen, Geopolitik und strategischen Voraussagen befasst (Strat egic for ecasting).

## Hacker-Angriff 2011
Der Hackerangriff, vermutlich durch Anonymous, auf die Stratfor-Webseite am 24. Dezember 2011 und die darauf folgende Publikation von Millionen E-Mails und Kundendaten bedeuteten für Friedman und sein Unternehmen einen schweren Rückschlag. Zeitweise kursierten Gerüchte, dass Friedman wegen der Attacken auf sein Unternehmen zurücktreten wolle, doch sein Pressesprecher dementierte, Stratfor werde sich nicht einschüchtern lassen.

## Publikationen
Er verfasste mehrere Bücher, darunter The Next 100 Years, America’s Secret War, The Edge Intelligence und The Future of War. Zu seiner Arbeit äußerte Friedman einmal in einem Videoclip auf der Stratfor-Webseite: „Journalisten erklären, was in der Welt passiert, wir bei Stratfor erklären, was passieren wird.“

### These über amerikanische Geopolitik
„Also, das primäre Interesse der Vereinigten Staaten durch das letzte Jahrhundert hindurch – also im Ersten, Zweiten und im Kalten Krieg – sind die Beziehungen zwischen Deutschland und Russland gewesen, denn vereinigt wären diese beiden die einzige Macht, die uns bedrohen könnte – und daher ist sicherzustellen, dass das nicht passiert.“

### Die nächsten hundert Jahre(2009)
In seinem Bestseller Die nächsten hundert Jahre prognostizierte Friedman 2009, das 21. Jahrhundert werde ganz der Behauptung amerikanischer Übermacht gelten. Er sieht die USA nicht im Abstieg begriffen, sondern kurz vor einem grandiosen Aufstieg. Die militärische und technologische Stärke der USA würden unterschätzt. Die Zukunft entwirft er in detaillierten weltumspannenden Szenarien.

### Die nächsten zehn Jahre(2010)
In seinem Buch The Next Decade: What the World Will Look Like skizzierte Friedman 2010 auch Zukunftsszenarien für die Europäische Union (EU) und Deutschland: Andreas Rinke fasst in seiner Rezension in Deutschlandradio Kultur die seiner Meinung nach wesentlichen Aussagen Friedmans zusammen: Schon bis 2020 würden EU und Euro erheblich an Bedeutung verlieren. Ein mächtigeres Deutschland werde sich langsam von der EU und den USA abwenden und dafür eine enge Kooperation mit Russland suchen. Vor diesem Hintergrund sei es Aufgabe künftiger US-Präsidenten, zur Eindämmung Deutschlands die EU-Partner gegeneinander auszuspielen und zu ausgewählten deutschen Nachbarstaaten wie Polen oder Dänemark enge Beziehungen zu pflegen.

## Positionen
Zukunft Deutschlands
Im Januar 2016 malte Friedman ein düsteres Bild, in dem Deutschland in einem dreifachen Strudel gefangen sei: Sozio-kulturelle Herausforderung durch große Zahl von Einwanderern; Bindung an eine „dysfunktionale Währungs- und Freihandelszone“; Exportabhängigkeit.
US-Präsidentenwahl 2016
Friedman hielt die Wahl für weniger wichtig als die von 1860 oder von 1968. Er sah in den Interessen und der Perspektive der unteren weißen Mittelklasse den Schlüssel für den Erfolg Trumps. Seine „Fehler“ würden von dieser nicht als solche wahrgenommen. Trumps Bemerkungen über Megyn Kelly, dass sie vielleicht gerade „ihre Tage habe“ (Sexismusvorwurf), und über John McCain, dass eine Gefangennahme wenig heldenhaft sei (Diskriminierung von Veteranen) erscheine dieser Schicht nicht als anstößig. In seinem ganzen Auftreten erscheine er als Angehöriger dieser Gruppe. Egal wie die Wahl ausgehe (Friedman rechnete eher mit einem Sieg Clintons), zeige der Wahlkampf eine Strukturveränderung der Gesellschaft an: Die Mittelschicht sei zwar nicht arm, aber von Abstiegsängsten geprägt. Dies führe zu einer Neuorientierung der Politik, die leider von den Eliten weder in den USA noch in Europa wahrgenommen würde.

## Persönliches
Friedman ist mit Meredith Friedman, geborene LeBard, verheiratet. Sie haben vier Kinder und leben in Austin, Texas. Meredith Friedman ist als Vizepräsidentin der Firma ihres Mannes für Internationales und Kommunikation zuständig. Sie wirkte an mehreren seiner Veröffentlichungen mit, darunter an einem Buch über einen in der Zukunft möglichen Krieg der USA gegen Japan.

## Schriften (Auswahl)
- The Political Philosophy of the Frankfurt School. Cornell University Press, 1981, ISBN 0-8014-1279-X.
- The Coming War With Japan. Mit Meredith LeBard. St Martins Press, 1991, ISBN 0-312-07677-0.
- America’s secret war: inside the hidden worldwide struggle between the United States and its enemies. Anchor Books, New York 2005, ISBN 978-0-7679-1785-8.
- The next 100 years. A forecast for the 21st century. Doubleday, New York 2009, ISBN 978-0-385-51705-8.
  - Die nächsten hundert Jahre. Die Weltordnung der Zukunft. Campus, Frankfurt am Main 2009, ISBN 978-3-593-38930-1.
- The Next Decade: What the World Will Look Like. 2010, ISBN 0-385-53294-6.
- Flashpoints: The Emerging Crisis in Europe. Doubleday, 2015, ISBN 0-385-53633-X.
  - Flashpoints – Pulverfass Europa: Krisenherde, die den Kontinent bedrohen. Übersetzung Matthias Schulz. Plassen, Kulmbach 2015.